# Mauro Menezes
Mauro Menezes (São Paulo, 27 de julho de 1963) é um ex-tenista profissional brasileiro.
Mauro Menezes foi um dos maiores duplistas brasileiros. Tem vários títulos de duplas na carreira, chegou em 1991 ao posto 62° de duplas da ATP. Hoje Mauro tem uma academia para iniciantes em São Paulo e disputa torneios de veteranos.

## Carreira
Desde a adolescência Mauro jogava tênis, mas antes de se profissionalizar se formou na Universidade de Virginia (EUA), em 1982 começou a disputar seus primeiros torneios. Na década de 1980 jogou ao lado de compatriotas como Givaldo Barbosa, Fernando Roese e Danilo Marcelino. jogou todos os Grad Slam mais o máximo que chegou foi a segunda rodada em Roland Garros, Paris onde perderam para Emilio Sanchez/Andres Gomez que se sagrariam campeões do torneio. jogou contra os melhores tenistas da época o tcheco Ivan Lendl, os americanos Pete Sampras, Jim Courier, John McEnroe e o sueco Stefan Edberg. Representou o país duas vezes na Copa Davis em 1991 e 1992 onde na época era considerado o melhor duplista do pais.

## Títulos e ranking
O principal foi ao lado de Fernando Roese em Itaparica, também conquistou o vice do ATP de Roma com Danilo Marcelino, além de chegar nas semis em Campos do Jordão e São Paulo em 1987, com o amigo Givaldo Barbosa. Seu melhor ranqueamento de simples da ATP foi 184º em (15/jan/1990), e de duplas 62° em (22/mai/1989), pendurou a raquete como profissional na década de 90.

## Técnico
Depois que abriu sua própria academia, ele recebeu um convite para dirigir a seleção infanto-juvenil do Brasil. Em 2002 levou os garotos antes do confronto contra o Canadá, emocionado a todos, e incentivando a ambos os lados, em 2003 dirigiu, o time no Pan de Santo Domingo, comandando os atletas Fernando Meligeni e Márcio Carlsson, sendo o técnico na incrível vitória de Fininho sobre Marcelo Rios que culminou em ouro para o Brasil. Foi capitão da Davis antes de Meligeni comandar.